# Monumento equestre al Gattamelata
Il monumento equestre del Gattamelata è una statua in bronzo realizzata da Donatello e situata in piazza del Santo a Padova. Eretta in onore del condottiero della Repubblica di Venezia Erasmo da Narni, detto il Gattamelata, risale al periodo tra il 1446 e il 1453. Misura 340x390 cm, con lo zoccolo di base di 780x410 cm.
Si tratta della prima statua equestre di grandi dimensioni fusa dai tempi dell'antichità ed una delle prime opere scultoree dell'epoca moderna svincolate da un'integrazione architettonica (come ad esempio il sottostare in una nicchia): l'opera si propone infatti come forma autonoma, che si rapporta nello spazio solo con il suo volume, senza altri limiti.

## Storia
Vasari ne Le vite descrive il Gattamelata come la prima opera padovana di Donatello, la commissione della quale lo aveva spinto a partire da Firenze nel 1443, lo stesso anno della morte del condottiero. In realtà alcuni studiosi hanno messo in dubbio questa ipotesi, collocando la commissione al 1446, quando l'artista si stava facendo un nome in città per la fusione del magnifico Crocifisso bronzeo della basilica del Santo ed era stato incaricato di fare anche l'altare maggiore. 
Il monumento era stato forse previsto fin dal 1443, ma Donatello dovette iniziare a lavorarvi non prima del 1446, poiché nella primavera del 1447 preparò i modelli per la fusione del cavallo e del cavaliere. L'opera permise all'artista di cimentarsi nella tipologia squisitamente classica del monumento equestre. Nonostante il rapido inizio, i lavori si protrassero poi fino al 1453, anno in cui venne collocata sul piedistallo e Donatello lasciò Padova. In quell'occasione una commissione di cinque membri stimò il valore dell'opera per saldare il pagamento all'artista e vennero decisi 1650 ducati. 
I costi vennero finanziati in gran parte dalla vedova del condottiero, Giacoma Bocarini Brunori, sorella di Gentile da Leonessa, ma una parte venne forse coperta anche dal Senato veneziano, che deliberò un'autorizzazione per creare il monumento a Padova, che era sotto il suo dominio dal 1405. 
Il monumento non nacque come cappella funebre, nonostante le porte nell'alto piedistallo. Come da sue volontà testamentarie, il condottiero venne sepolto all'interno della basilica del Santo, dal 1458. Ma l'opera, libera anche da funzioni funerarie, si manifesta così come la prima opera pubblica puramente celebrativa, dove erano sottintesi sicuramente ruoli politici che oggi appare difficile mettere a fuoco con assoluta chiarezza.

## Modelli

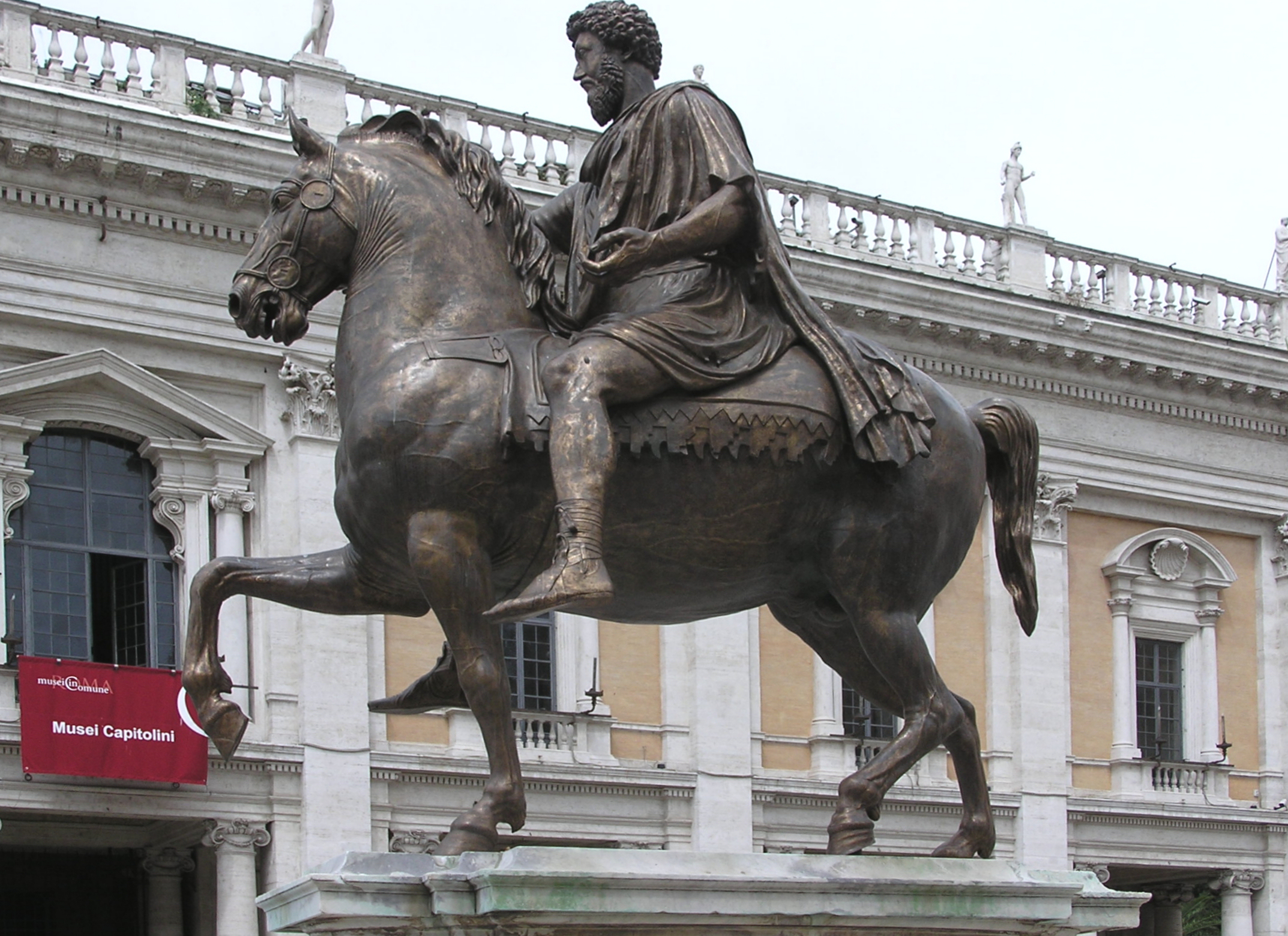
Il Marco Aurelio

Le statue equestri del Trecento, nessuna in bronzo, sormontavano di solito le tombe (come le arche scaligere); si hanno precedenti in pittura, tra questi il Guidoriccio da Fogliano di Simone Martini e il Giovanni Acuto di Paolo Uccello, ma Donatello probabilmente non si ispirò a questi modelli. L'ispirazione decisiva per la progettazione della scultura fu piuttosto l'arte antica, con evidenti rimandi alla statua equestre di Marco Aurelio a Roma o al Regisole di Pavia (distrutto nel 1796). 
Nel cavallo si scorge l'influenza della quadriga di San Marco (il cavallo che avanza al passo col muso rivolto verso il basso), la cui reminiscenza fu sicuramente un omaggio alla Serenissima che non dovette sfuggire ai veneziani. 
Ma Donatello si spinse oltre, traendo l'ispirazione anche dalla semplice realtà, aggiornando i modelli e sfuggendo le citazioni più sterilmente antiquarie. Per esempio il cavaliere cavalca alla moderna, con sella e staffe, non alla maniera degli antichi romani.

## Descrizione
La statua riesce a coniugare sia un'idealizzazione imponente, sia un sensibile realismo, che conferiscono all'insieme la caratteristica espressività. Sia il cavallo che il cavaliere sono ritratti con connotazioni psicologiche che arricchiscono l'opera di significati e possibili letture.

### Collocazione
Concepito come un cenotafio, sorge in quella che all'epoca era un'area cimiteriale, in una collocazione attentamente studiata rispetto alla vicina basilica, ossia lievemente scostata rispetto alla facciata e al fianco, in asse con un importante accesso viario, garantendo la visibilità da molteplici punti di vista.

### Il cavallo

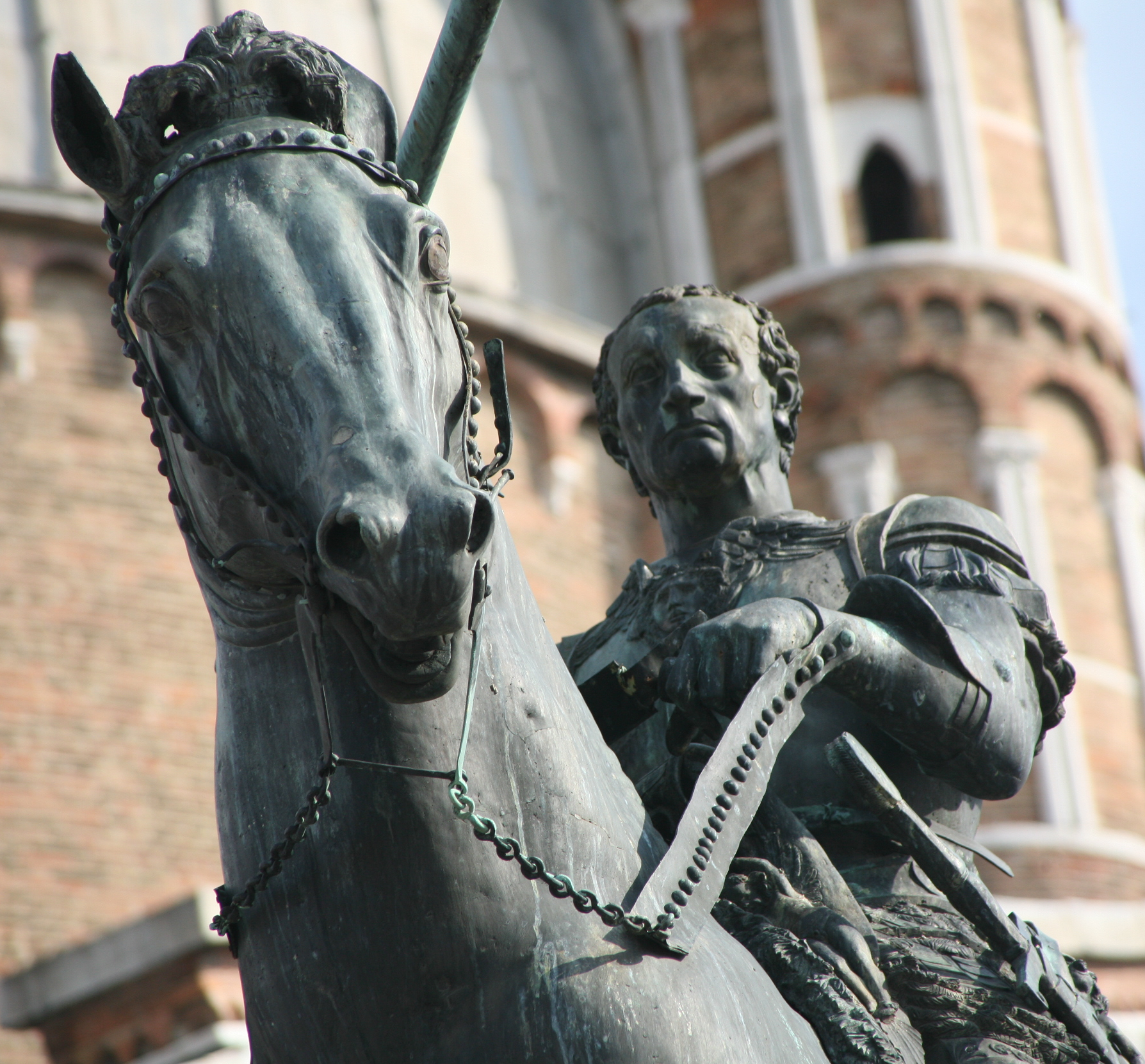
Dettaglio

La figura massiccia dell'animale è fremente ed attraversata da un'evidente tensione, nonostante il movimento trattenuto, che sembra corrispondere a un'andatura lenta ma dritta, senza esitazioni. Le proporzioni del cavallo sono leggermente superiori di quelle del cavaliere e ciò è stato interpretato come un effetto voluto per accentuare l'impresa del comando del condottiero, capace di cavalcare un animale di tale stazza. L'imbrigliatura, la sella e le decorazioni ornamentali sono moderne e dimostrano come lo scultore non citò pedissequamente i modelli antichi, dove si cavalcava con un semplice cuscino allacciato sulla pancia dell'animale. L'espediente di appoggiare lo zoccolo alzato su una sfera (forse una palla di cannone) serve per garantire un equilibrio statico all'opera.
La testa del cavallo è fremente e testimonia un temperamento selvaggio. Nonostante ciò il condottiero domina l'animale con calma sovranità, senza fatica apparente, come testimonia la mano leggera che non ha bisogno nemmeno di tirare le redini. Il messaggio che si trasmette allo spettatore è quello della vittoria del Gattamelata, che è la vittoria di un uomo grazie alla sua intelligenza.

### Il condottiero
La figura del Gattamelata è infatti fiera e severa, e reca in mano il bastone del comando, probabilmente quello che gli offrì effettivamente la Repubblica di Venezia nel 1438. La sua armatura, elegantemente decorata, fu reinventata da Donatello, parafrasando liberamente un'armatura "all'antica", che non corrisponde assolutamente alle armature in uso ai tempi della realizzazione dell'opera. 
Il condottiero, con le gambe tese sulle staffe, fissa un punto lontano e tiene in mano il bastone del comando in posizione obliqua che con la spada nel fodero, sempre in posizione obliqua, fanno da contrappunto alle linee orizzontali del cavallo e alla verticale del condottiero accentuandone il movimento in avanti.

### Il ritratto

Il ritratto

Gattamelata avanza a volto scoperto: la presenza di un elmo a coprirne i lineamenti avrebbe reso il guerriero nulla più di una macchina da guerra, governata da una volontà superiore come quella divina caratterizzante il Medioevo. Il volto concentrato del Gattamelata esprime invece la determinazione di chi affronta la battaglia seguendo uno schema mentale vittorioso perché lungamente meditato.
Il volto è quello di un uomo ormai avanti con gli anni, ma non è l'uomo anziano e ammalato dei suoi ultimi giorni, morto poco prima dell'arrivo di Donatello a Padova. Ma ciò non toglie che il ritratto sia somigliante al vero condottiero, vista la profonda caratterizzazione espressiva dei lineamenti. 
L'effigie, che si ispira innegabilmente alla ritrattistica romana, raggiunge quindi un equilibrio tra realismo fisionomico e idealizzazione psicologica. Soprattutto lo sguardo fisso e fiero trasmette caratteristiche quali la determinazione, la potenza, la forza di volontà, l'attitudine al comando, la concentrazione militare, la lealtà, l'integrità morale. Al giovane eroe bello e fisicamente perfetto dell'antichità classica, si sostituisce ora la rappresentazione dell'uomo razionale: l'eroe moderno, rappresentato nel suo essere uomo.

## Tecnica
La statua venne fusa con la tecnica della cera persa, una tecnica antica riscoperta su dimensioni monumentali da Ghiberti, nel suo San Giovanni Battista (1412-1416), ma che viene qui utilizzata per la prima volta dopo la classicità per un monumento equestre. 
Vasari lodò molto l'impresa anche dal punto di vista tecnico, sottolineando la "grandezza del getto in proporzioni et in bontà", paragonando Donatello agli antichi artefici che era riuscito ad uguagliare.

## Influenza
Il monumento di Donatello, con la sua idealizzazione eroica del protagonista, fu il punto di partenza per la ripresa del monumento equestre in Occidente, che ebbe un largo seguito almeno fino a tutto il XIX secolo. Alla sua opera si ispirarono Verrocchio per il monumento a Bartolomeo Colleoni (1480-1488) e Giambologna per il monumento a Cosimo I (1581-1594), ecc.

## Repliche
Della statua di Donatello furono creati varie repliche in diversi formati e materiali. Una replica della statua fu fuso dalla Fonderia Artistica Ferdinando Marinelli di Firenze negli anni 50 per la città di Montevideo e posta in Avenida Italia. Un'altra copia in bronzo si trova a Mosca nel Museo Puškin. Una riproduzione in gesso invece è collocata nella gipsoteca dell'Istituto statale d'arte di Firenze.